# Nathan Chen
Nathan Chen (5. května 1999, Salt Lake City, Utah, USA) je americký krasobruslař, trojnásobný mistr světa (2018, 2019, 2021), olympijský vítěz v jednotlivcích v roku 2022 a bronzový olympijský medailista z roku 2018 v soutěži družstev. Vyhrál mistrovství čtyř kontinentů v krasobruslení roku 2017, je trojnásobným vítězem Grand Prix (2017, 2018, 2019) a šestinásobným národním šampionem USA (2017–22). Stal se vítězem finále Grand Prix juniorů 2015–16, bronzovým medailistou finále juniorské Grand Prix 2013–14 a bronzovým medailistou juniorské soutěže USA 2014.

## Osobní život
Chen se narodil v Salt Lake City v Utahu, čínským rodičům. Má čtyři starší sourozence. Jeho otec je vědecký pracovník a matka pracuje jako překladatelka. Chen navštěvoval West High School v Salt Lake City a Rim of the World High School v Lake Arrowhead v Kalifornii, absolvoval California Connections Academy. Kromě krasobruslení se věnoval baletu na Ballet West Academy a sedm let soutěžil v gymnastice na státní a regionální úrovni. Nathan Chen studuje na Yale University.

## Kariéra

### Raná léta
Nathan Chen začal bruslit ve třech letech; na svou první bruslařskou soutěž se přihlásil v roce 2003. Od roku 2007 se kvalifikoval na americké krasobruslařské soutěže. Již v dětském věku byl úspěšným krasobruslařem.
V sezóně 2011–2012 postoupil Chen na juniorskou úroveň. Trénovala ho Genia Chernyshova a také Rafael Arutyunyan.  Ten se stal jeho hlavním trenérem v polovině prosince 2011. Chen vyhrál juniorský titul na mistrovství USA 24. ledna 2012 v San Jose v Kalifornii.  

### Mezinárodní debut
V roce 2012 bylo Chenovi 13 let a mohl soutěžit v seriálu ISU Junior Grand Prix (JGP). Na JGP Austria v Linci v září 2012 získal zlatou medaili s nejvyšším skóre (222 bodů), které bylo v sérii JGP uděleno. Z finále JGP 2012 odstoupil, protože byl zraněn. V lednu 2013 získal bronzovou medaili na juniorském mistrovství USA ve městě Omaha v Nebrasce.

### Sportovní úspěchy

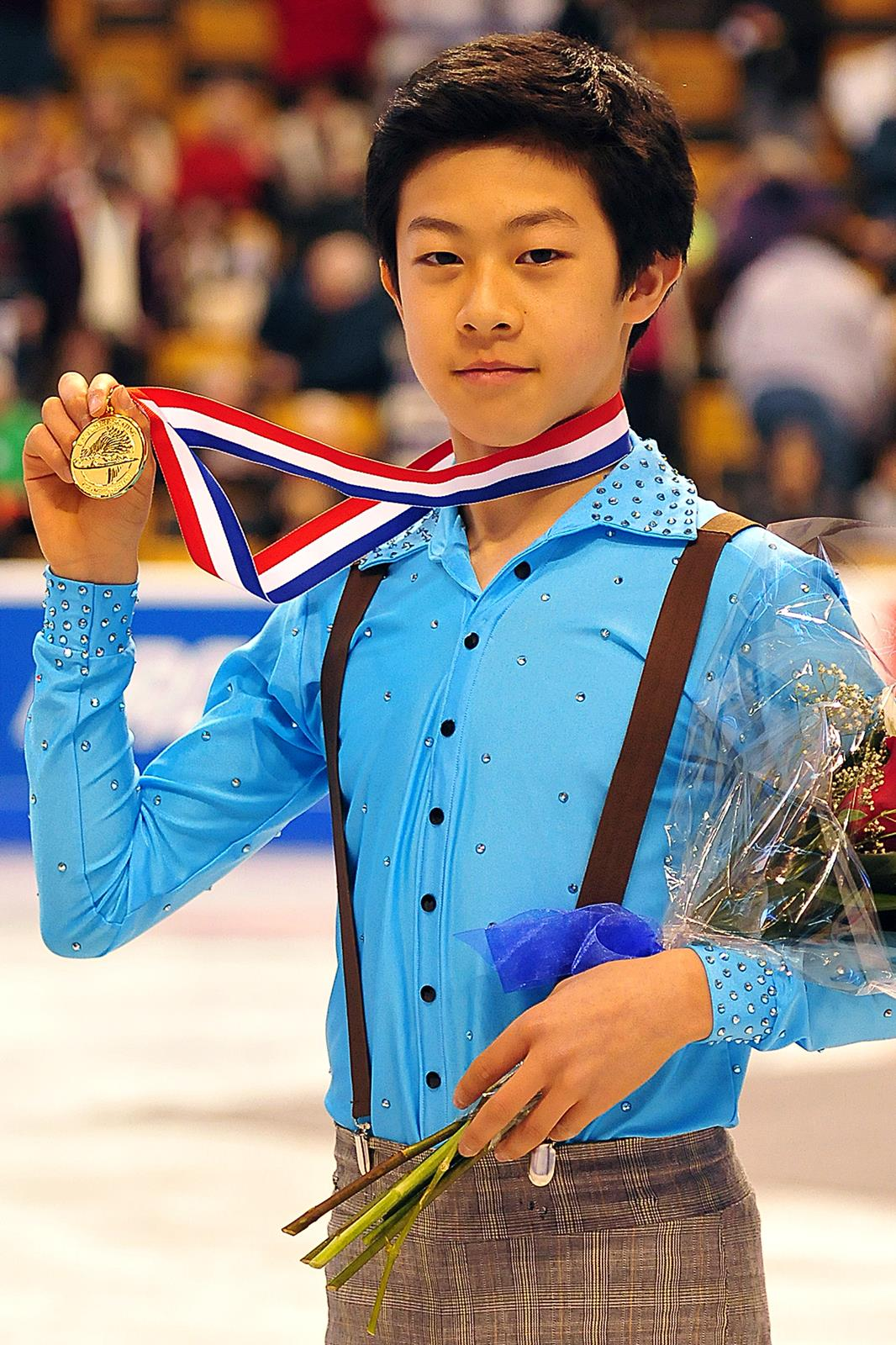
Nathan Chen v roce 2014

V září 2013 zahájil sezónu ziskem zlaté medaile na Grand Prix juniorů ISU v Mexiku a JGP v Bělorusku. Kvalifikoval se na finále Grand Prix juniorů v japonském Fukuoka a získal bronzovou medaili.
Dne 9. ledna 2014 překonal americký juniorský rekord v Bostonu ve státě Massachusetts a získal svůj druhý juniorský titul USA. V tomto roce také získal bronzovou medaili na juniorském mistrovství světa v bulharské Sofii.
Při svém debutu v lednu 2015 na národním šampionátu seniorů se umístil na osmém místě. Byl nominován do amerického týmu pro mistrovství světa juniorů 2015, kde v estonském Tallinnu 8. března 2015 skončil na 4. místě.
V seriálu Grand Prix juniorů ISU 2015–16 získal zlatou medaili v Colorado Springs v Coloradu a ve španělském Logroño, také ve finálovém závodě JGP v Barceloně. V lednu 2016, na mistrovství USA, skončil celkově třetí za Adamem Ripponem a Maxem Aaronem.
Mistrovství světa juniorů 2016 v maďarském Debrecínu a mistrovství světa 2016 v Bostonu se nezúčastnil. Byl zraněn a léčil se.

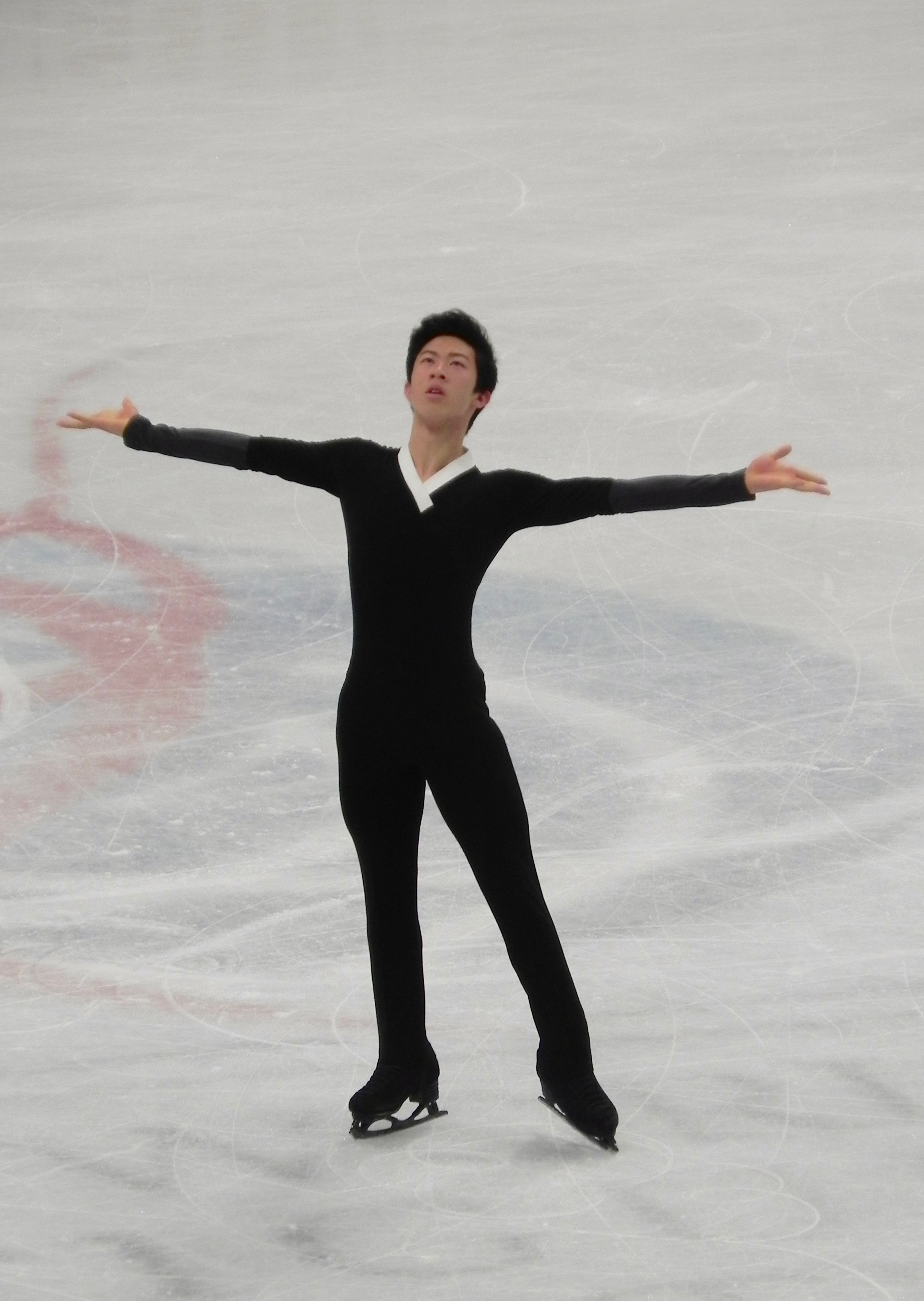
Nathan Chen - MS 2018

Sezónu 2016-2017 zahájil zlatou medailí na CS Finlandia Trophy 2016. Na NHK Trophy v Sapporu se kvalifikoval do finále Grand Prix ve francouzském Marseille. Na mistrovství USA v roce 2017 v Kansas City (stát Missouri) získal americký titul s nejvyšším bodovým hodnocením v historii amerického krasobruslení. V prosinci 2017, poprvé v kariéře, vyhrál finále Grand Prix. V dubnu, na mistrovství světa v Helsinkách, se umístil na šestém místě. Společně s týmovým kolegou Jasonem Brownem, který se umístil na sedmém místě, zajistili Spojeným státům tři místa v soutěži mužů na zimních olympijských hrách v roce 2018. Chen zakončil sezónu druhým místem na World Team Trophy 2017 v Tokiu.
Na mistrovství USA v roce 2018 v San Jose v Kalifornii předvedl celkem sedm čistých čtyřnásobných skoků (dva v krátkém programu a pět ve volné jízdě), získal svůj druhý národní titul. Po mistrovství USA byli Chen, Adam Rippon a Vincent Zhou nominováni na zimní olympijské hry v roce 2018 v jihokorejském Pchjongčchangu. Zde se Chen umístil v soutěži mužů na čtvrtém místě. Bronzovou medaili získal v soutěži družstev a stal se jedním z nejmladších krasobruslařů, kteří získali olympijskou medaili. V březnu 2018 na mistrovství světa v krasobruslení v Miláně získal titul mistra světa. Chen se stala prvním americkým mistrem světa v krasobruslení mužů, mladším 19 let.
Již jako student prestižní Yaleovy univerzity se stal v roce 2019 mistrem světa podruhé v Japonsku (během jarních prázdnin na Yale). Vítězstvím Chate America a Internationaux de France, se kvalifikoval do finále Grand Prix 2018–19 ve kanadském Vancouveru. Ve finále Grand Prix 2018–19 začátkem prosince Chen získal svůj druhý titul GPF. Tato zlatá medaile pro něho znamenala, že se stal čtvrtým mužem, po Jevgenijovi Pljuščenkovi, Patricku Chanovi a Yuzuru Hanyuovi, který vyhrál po sobě jdoucí finále Grand Prix a druhým mužem, po Jevgenijovi Pljuščenkovi, který vyhrál každou ze svých soutěží Grand Prix ve dvou sezónách za sebou.
V roce 2019, po zlaté medaili na mistrovství USA v Detroitu byl prvním mužem, který vyhrál tři národní tituly za sebou (po Johnny Weirovi, kterému se to podařilo v letech 2004–2006). Na březnovém mistrovství světa 2019 v japonské Saitamě Chen obhájil titul mistra světa, bylo to jeho 11. vítězství z 12 jednotlivých soutěží za poslední dvě sezóny. Chen zakončil sezónu v Japonsku, na World Team Trophy 2019, kde tým USA získal zlatou medaili.
Na Grand Prix 2019-2020 obhájil titul na Skate America v Las Vegas (třetí vítězství v řadě). Vyhrál druhý titul Internationaux de France v Grenoblu a kvalifikoval se do finále Grand Prix. Byl vnímán jako favorit na titul současně s Japoncem Yuzuru Hanyu. Zvítězil a stal se prvním krasobruslařem, který vyhrál všechny soutěže Grand Prix ve třech sezónách po sobě.
V roce 2020 Chen soutěžil v Greensboro v Severní Karolíně a vyhrál čtvrtý národní titul. Stal se prvním mužem, který vyhrál čtyři po sobě jdoucí americké tituly v kategorii mužů (od doby olympijského šampiona Briana Boitana v roce 1988).

## Rok 2021 a další...
Chen se zapsal do historie na mistrovství USA v roce 2021 a vyhrál svůj pátý národní titul. Stal se prvním mužem, který vyhrál pět po sobě jdoucích národních titulů.
27. března 2021 je ve svých 21 letech je Američan Nathan Chen potřetí světovým šampionem v krasobruslení v kategorii mužů, kde získal zlato s obrovským náskokem.Pokračuje ve své cestě počínaje rokem 2018.

## Trenér Rafael Arutjunjanov
Nathan Chen trénuje pod vedením arménského trenéra Rafaela Arutjunjanova již od roku 2011. Také český krasobruslař Michal Březina je od roku 2016 součástí této tréninkové skupiny.